# Sharknado – Genug gesagt!
Sharknado – Genug gesagt! (Originaltitel: Sharknado) ist ein US-amerikanischer Katastrophenfilm aus dem Jahr 2013. Erstmals wurde der Film am 11. Juli 2013 vom US-amerikanischen Fernsehsender Syfy ausgestrahlt. In dem Fernsehfilm wirken unter anderem Ian Ziering und Tara Reid mit.
Der (mittlerweile zum Kult avancierte) Trashfilm war ursprünglich nicht als Komödie gedacht, wie bei einer Besprechung in der Zeit deutlich wird: „Am Ende ist man trotzdem gerührt, dass dieser ganze Humbug offenbar ernst gemeint ist – von ironischer Brechung nichts zu spüren.“

## Handlung
Ein amerikanischer Fischkutter vor der mexikanischen Pazifikküste fängt Haie. Zwischen dem Käufer, einem asiatischen Geschäftsmann, und dem Kapitän kommt es zu einem Streit, aber bevor sie sich gegenseitig umbringen können, wirbelt ein Sturm Haie an Bord, die alle töten.
Der Sturm wandelt sich zu einem Tornado und spült Wassermassen mitsamt einer Vielzahl von Haien in die Straßen von Los Angeles. Zunächst gibt es nur wenige Opfer, aber der Surfer und Strandbarbesitzer Fin ahnt eine Katastrophe. Er fährt mit seinen Freunden Baz, George und Nova zu seiner von ihm getrennt lebenden Frau April und der gemeinsamen Tochter Claudia. Die beiden leben in Beverly Hills, das auch gerade von Wasser und Haien erreicht wird. Alle können sich retten, nur Aprils neuer Lebensgefährte wird von einem Hai gefressen.
Die Gruppe findet Fins und Aprils Sohn Matt, der die in den Tornados fliegenden Haie von einem Hubschrauber aus bombardieren will. Es gelingt, aber Nova stürzt aus dem Hubschrauber und wird von einem besonders großen Hai verschluckt und Matt überlebt eine Bruchlandung. Fin zerstört den letzten Tornado mit einem eigens dafür präparierten Fahrzeug. Als ein Hai in Richtung Boden gewirbelt wird, springt Fin mit einer Motorsäge in dessen Maul. Er schafft es, sich selbst und Nova mit der Motorsäge aus dem Inneren des Hais heraus zu befreien.

## Synchronisation
Die deutsche Synchronfassung entstand bei City of Voices, Berlin. Stephanie Henze schrieb das Dialogbuch und Nick Gebauer führte Regie.
| Rolle                   | Darsteller            | Synchronsprecher    |
| ----------------------- | --------------------- | ------------------- |
| Fin Shepard             | Ian Ziering           | Peter Flechtner     |
| Baz Hogan               | Jaason Simmons        | Ingo Albrecht       |
| April Wexler            | Tara Reid             | Antje von der Ahe   |
| Claudia                 | Aubrey Peeples        | Marie-Luise Schramm |
| Matt                    | Chuck Hittinger       | Jeffrey Wipprecht   |
| George                  | John Heard            | Helmut Krauss       |
| Captain Carlos Santiago | Israel Sáez de Miguel | Sven Gerhardt       |

## Produktion
Im Auftrag der Produktionsfirma The Asylum hat bei dem Film Anthony Ferrante Regie geführt, der eher für Make-up-Effekte bekannt ist, und Schriftsteller Thunder Levin schrieb das Drehbuch. Der Film ist einer von vielen B-Movies, die von Syfy in Auftrag gegeben wurden.

## Veröffentlichung

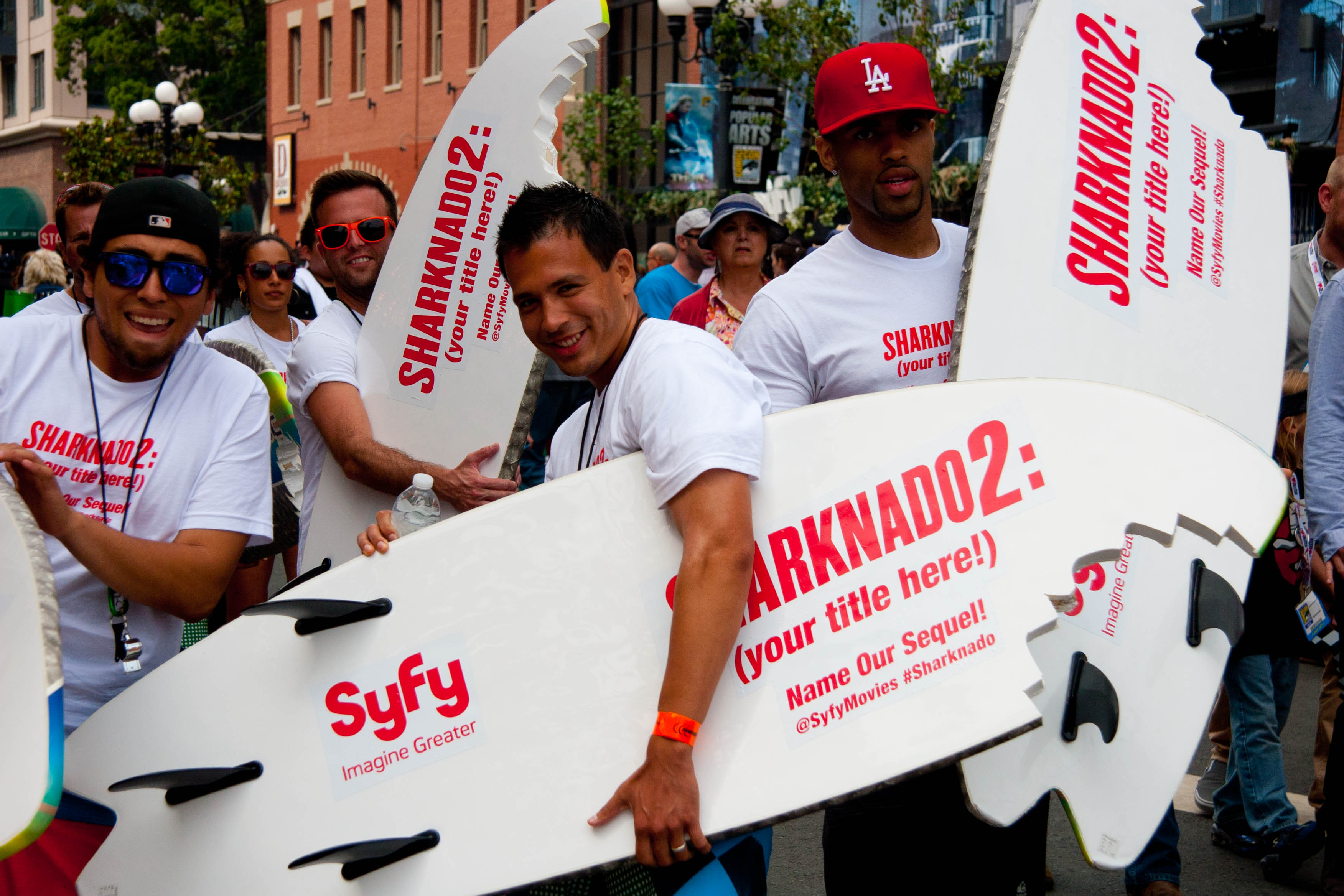
Promotion für Sharknado 2 auf der San Diego Comic-Con International 2013

Der Film erschien in Deutschland am 8. November 2013 auf DVD (ungekürzt ab 16 Jahren) und wurde am 28. November 2013 als deutsche TV-Premiere auf SyFy ausgestrahlt. Die Free-TV-Premiere fand am 10. Januar 2014 im Rahmen der Sendung Die schlechtesten Filme aller Zeiten auf Tele 5 statt.
2023 wurde eine Extended Fassung des Films neu ins Kino gebracht und auf DVD, Blu-ray und 4K-Blu-ray veröffentlicht. Die neue Version ist etwas länger als die Originalfassung, in erster Linie wurden Effekte in 4K überarbeitet.

## Rezension
Die Kritiken für den Film fielen überwiegend negativ aus. So vergab der Kritiker von Filmstarts 1,5 von 5 Sternen und bezeichnete den Film als „ganz großen Quatsch“, über dessen „handwerkliche Fehler“ man sich in Gesellschaft aber „durchaus amüsieren“ könne. Der Film unterscheide sich nicht besonders von anderen Billigproduktionen des Hauses The Asylum. Der Standard bezeichnete den Film unter Verweis auf zahlreiche Twitter-Kommentare als „schlechtesten Film aller Zeiten“, der sich aber wegen des Online-Hypes trotz seiner Qualität zum Phänomen entwickelt habe.
Für internationales Aufsehen in Zeitungen und den Sozialen Medien sorgte, als im Jahre 2017 der Zyklon Debbie in Australien einen Bullenhai an Land spülte. Die Sharknado-Macher veröffentlichten auf Twitter ein Statement: „Sharknado könne niemals wirklich passieren, haben sie gesagt. Es ist nur ein dummer Film, haben sie gesagt.“

## Fortsetzungen
Am 30. Juli 2014 wurde die Fortsetzung Sharknado 2 auf dem Sender SyFy gezeigt. Die Hauptdarsteller des ersten Films, Ziering und Reid, sind erneut in ihren Rollen zu sehen. In weiteren Rollen sind u. a. Kari Wuhrer, Vivica A. Fox sowie Mark McGrath zu sehen. Gastauftritte übernehmen u. a. Perez Hilton, Billy Ray Cyrus und Judd Hirsch. Die Regie übernahm erneut Anthony C. Ferrante. Die Story findet dieses Mal in New York City statt, wo der Film im Januar und Februar 2014 gedreht wurde. Der dritte Teil Sharknado 3 erschien im Juli 2015. Sharknado 4 erschien schließlich im Juli 2016. Sharknado 5: Global Swarming wurde am 6. August 2017 ausgestrahlt. Am 19. Februar 2018 wurde bekannt, dass Sharknado 6 am 25. Juli 2018 ausgestrahlt werden soll. Außerdem wurde bestätigt, dass die Darsteller Ian Ziering, Tara Reid und Cassie Scerbo erneut ihre Rollen aus den Vorgängerfilmen bekleiden werden. Tatsächlich wurde The Last Sharknado: It's About Time am 19. August 2018 ausgestrahlt.
In der Tele-5-Fernsehreihe Die schlechtesten Filme aller Zeiten wird die Sharknado-Reihe als Edeltrash der besonderen Art gefeiert: „Hai Life pur: Leckerbissen für Trash-Fans.“ Anders als der erste Teil waren die Folgefilme zumindest offenbar nicht mehr ernst gemeint: „‚Sharknado‘ ist kein versehentlicher Unfug, sondern absichtlich übersteigerter Irrsinn mit ironischen Untertönen.“